# Serge Lebovici
Serge Lebovici (n. 10 iunie 1915, Paris, Île-de-France, Franța – d. 12 august 2000, Antrenas, Languedoc-Roussillon, Franța) a fost un psihanalist, pedopsihiatru și profesor de psihiatrie francez. Născut într-o familie originară din România, el a devenit în 1973 primul președinte al IPA (International Psycho-Analytical Association) care nu era de origine anglo-saxonă. Numele său mai este legat de crearea psihodramei psihanalitice, de introducerea în Franța a psihanalizei bebelușului și de crearea la Paris a unei instituții de psihiatrie de orientare psihanalitică.